# تاییو کوگا
تاییو کوگا (انگلیسی: Taiyo Koga؛ زادهٔ ۲۸ اکتبر ۱۹۹۸) بازیکن فوتبال اهل ژاپن است.
از باشگاه‌هایی که در آن بازی کرده‌است می‌توان به باشگاه فوتبال کاشیوا ریسول اشاره کرد.